# Veit von Würtzburg
Veit II von Würtzburg (mort le 8 juillet 1577) est prince-évêque de Bamberg de 1561 à sa mort.

## Biographie
Veit von Würtzburg vient de la maison franconienne de Würtzburg (de). Le rapport de la maison avec la ville de Wurtzbourg n'est pas établi. D'autres membres ont une haute dignité ecclésiastique.
Son épiscopat commence alors que la seconde guerre des margraves vient de se terminer. Il est particulièrement préoccupé par la paix et un recouvrement financier. Il est sceptique des exigences de la Contre-Réforme, apparues depuis le concile de Trente. Il n'a aucun intérêt à faire des règlements religieux à ses citoyens économiquement prospères.
Il fait renforcer les forteresses de Forchheim (de) et de Rosenberg (de). En son temps, on bâtit les ailes dans le style de la Renaissance de l'Alte Hofhaltung.
Il occupe et détruit le château d'Egloffstein (de).
Son tombeau, œuvre de Hans von Wemding, se trouve dans l'abbaye de Michelsberg (de) depuis la restauration de la cathédrale de Bamberg.

### Source, notes et références
- (de) Cet article est partiellement ou en totalité issu de l’article de Wikipédia en allemand intitulé « Veit II. von Würtzburg » (voir la liste des auteurs).